# Putilov 76 mm M1902
Il Putilov 76 mm M1902 (russo: 76-мм дивизионная пушка обр. 1902 г.) era un cannone da campagna russo.
Il primo modello di artiglieria moderna russo venne ideato dalla ditta Putilov nel 1900, adottato ben presto come Putilov 76 mm M1900, venne subito seguito dal successivo Modello 02 (M1902).
Fu il principale pezzo d'artiglieria zarista durante la prima guerra mondiale, fatto di materiali semplici (una ghisa poco costosa), ma comunque molto efficace. Venne usato anche in versione anticarro, molto efficace conto i primi veicoli corazzati.
Nel dopoguerra esso venne venduto anche alla Polonia, che lo ritubò in calibro 75mm e lo chiamò wz 02/26.